# Zwangsarbeit
Als Zwangsarbeit werden Tätigkeiten bezeichnet, zu denen Menschen unter Androhung einer Strafe oder eines sonstigen empfindlichen Übels gegen ihren Willen gezwungen werden. Sie ist – mit verschwimmenden Übergängen – die schärfste Form der „Arbeitspflicht“. Die Sklaverei und die Leibeigenschaft beschreiben ähnliche Abhängigkeitsverhältnisse, bei denen allerdings Menschen als Eigentum bzw. Objekte des Menschenhandels im Vordergrund stehen. Zwangsprostitution ist eine der aktuell verbreitetsten Formen von Zwangsarbeit.

## Definition und internationale Vereinbarungen

### Verbot von Zwangsarbeit

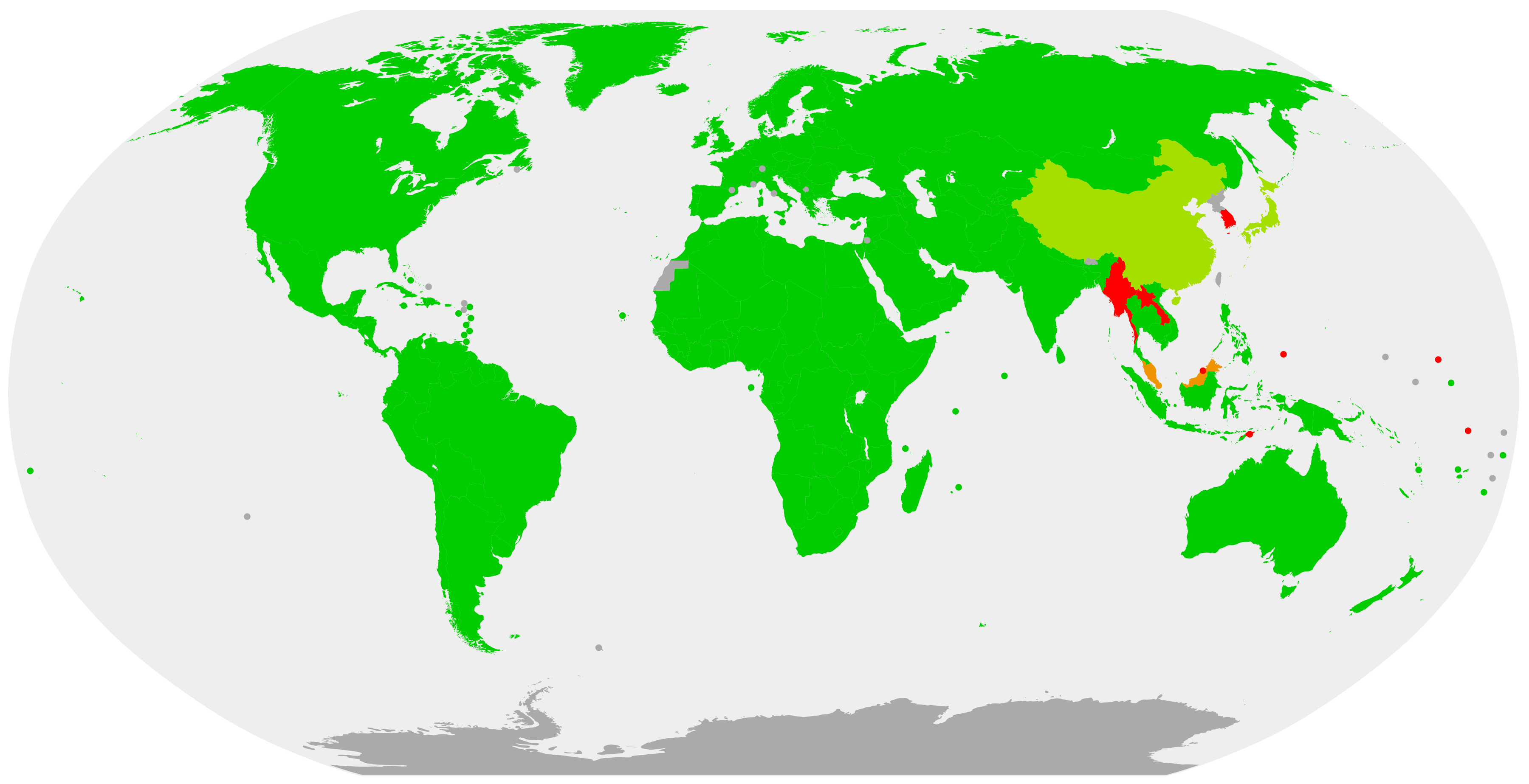
Unterzeichnerstaaten der ILO-Konvention zur Abschaffung der Zwangsarbeit von 1957

Die Internationale Arbeitsorganisation (ILO) definierte im Jahr 1930 in Art. 2 Abs. 1 des Übereinkommens über Zwangs- und Pflichtarbeit die Zwangsarbeit als unfreiwillige Arbeit oder Dienstleistung, die unter Androhung einer Strafe ausgeübt wird. Die ILO verbietet den Einsatz von Zwangsarbeit:
- als Mittel politischen Zwanges oder politischer Erziehung oder als Strafe gegenüber Personen, die gewisse politische Ansichten haben oder äußern oder die ihre ideologische Gegnerschaft gegen die bestehende politische, soziale oder wirtschaftliche Ordnung bekunden;
- als Methode der Rekrutierung und Verwendung von Arbeitskräften für Zwecke der wirtschaftlichen Entwicklung;
- als Maßnahme der Arbeitsdisziplin;
- als Strafe für die Teilnahme an Streiks;
- als Maßnahme rassischer, sozialer, nationaler oder religiöser Diskriminierung.[3]

Im Jahr 2014 verabschiedete die Allgemeine Konferenz der Internationalen Arbeitsorganisation ein Protokoll zum Übereinkommen über Zwangsarbeit von 1930. Die Mitgliedstaaten verpflichten sich darin, Maßnahmen zu ergreifen, um Zwangs- und Pflichtarbeit zu beseitigen, um den Opfern Schutz und Zugang zu Rechtsbehelfen zu gewährleisten und um Verantwortlichen zu bestrafen. Sie verpflichten sich außerdem zur Zusammenarbeit zur Verhütung und Beseitigung aller Formen von Zwangs- oder Pflichtarbeit.

### Ausnahmen vom Verbot der Zwangsarbeit
Die Zwangsarbeit sollte bis auf die in Abs. 2 des Übereinkommens aufgeführten folgenden Tatbestände abgeschafft werden:
- ein Pflichtdienst beim Militär oder militärähnlichen Einrichtungen, wie zum Beispiel die Wehrpflicht oder die Grenzschutzdienstpflicht und deren Wehrersatzdienste wie der Zivildienst.
- übliche Bürgerpflichten, wie zum Beispiel die Dienstpflicht bei einer Pflicht- oder Milizfeuerwehr
- die Arbeit im Strafvollzug[5]
- notwendige Arbeiten in Fällen höherer Gewalt, zum Beispiel verpflichtende Aufräumarbeiten nach Naturkatastrophen, wie die Deichhilfe, oder die zivile Dienstpflicht in wirtschaftlichen Ausnahmesituationen
- Arbeit, die dem unmittelbaren Wohl der Gemeinschaft dient, wie zum Beispiel Hand- und Spanndienste für Kommunen.[6][7]

### Weitere internationale Abkommen zum Verbot der Zwangsarbeit
Daneben gibt es eine Reihe weiterer Abkommen, die sich mit verschiedenen Ausprägungen der Zwangsarbeit befassen:
- Allgemeine Erklärung der Menschenrechte
- UN-Menschenrechtsabkommen, Pakt II, Artikel 8
- Kinderrechtskonvention, Art. 32 ff. und Fakultativprotokolle zur Verhinderung von Kinderhandel, Kinderprostitution, Kinder- und Zwangsarbeit
- Wanderarbeiterkonvention
- Behindertenrechtskonvention
- Internationale Abkommen gegen Menschenhandel
- Haager Landkriegsordnung und Genfer Konvention regeln die Rechte von Kriegsgefangenen und Zivilisten im Kriegsfall

### Workfare
Unabhängig von den oben genannten Ausnahmen in internationalen Abkommen haben einige Staaten die Auszahlung von Sozialhilfe- oder Arbeitslosengeld an die verpflichtende Ausübung von gemeinnütziger Arbeit geknüpft. In Australien, Großbritannien und den Vereinigten Staaten wird dieses Konzept als Workfare (Work + Social Welfare = Workfare, also „Arbeit und Sozialhilfe“) bezeichnet.
In Deutschland wird von Zeit zu Zeit ein ähnliches Programm, die Bürgerarbeit, diskutiert oder auch die Einführung eines Sozialen Pflichtjahres im Rahmen einer rechtlich umstrittenen Allgemeinen Dienstpflicht für alle Geschlechter.

## Aktuelle Zahlen
Es existieren nur Schätzungen über das Ausmaß der Zwangsarbeit, wobei die Systematik und jeweilige Definition zu beachten ist.
Die ILO veröffentlichte im Mai 2014 den Bericht Profite und Armut, wonach
- weltweit etwa 21 Mio. Menschen unter Zwang arbeiteten, darunter ca. 55 Prozent Frauen und 5,5 Mio. Kinder,
- die Auftraggeber dieser Zwangsarbeit ca. 150 Mrd. Dollar Einnahmen erzielten, davon 99 Mrd. Dollar aus Zwangsprostitution, 9 Mrd. in der Land- und Forstwirtschaft, 8 Mrd. in privaten Haushalten sowie 33 Mrd. aus anderen Branchen wie Bauwesen, verarbeitendes Gewerbe oder Bergbau.

90 Prozent aller Zwangsarbeit werden in der Privatwirtschaft verrichtet, 2,2 Mio. Menschen würden von staatlicher Seite zum Beispiel als Gefängnisinsassen und Soldaten zur Arbeit gezwungen.

## Historie Deutschland

### Erster Weltkrieg
Zwangsarbeit gab es bereits während des Ersten Weltkrieges. Neben Kriegsgefangenen waren es belgische und polnische bzw. litauische Zivilisten, die zur Zwangsarbeit in Industrie, Bergbau und Landwirtschaft nach Deutschland deportiert wurden. Die zwangsweise Aushebung vor allem von ca. 61.000 belgischen Arbeitern war für das Ansehen des Kaiserreiches katastrophal und führte zu zahlreichen Protesten neutraler Staaten. Die polnischen Zwangsarbeiter wurden deutlich diskriminiert.

### Zeit des Nationalsozialismus

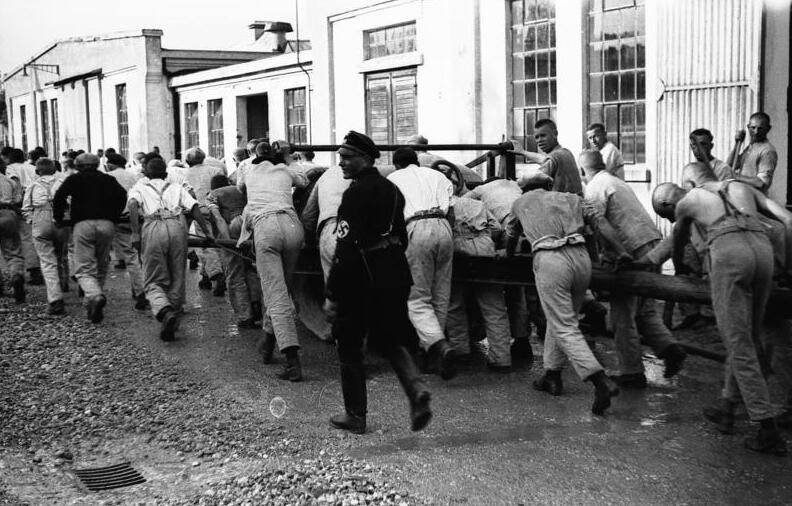
Schutzhaftlager Dachau Häftlinge bei der Zwangsarbeit mit Straßenwalze, 24. Mai 1933

Die Nationalsozialisten inhaftierten beginnend ab 1933 willkürlich politische Gegner und später auch „Asoziale“, Landfahrer, Homosexuelle und angeblich „rassisch minderwertige“ Juden, Sinti und Roma („Zigeuner“) und Zeugen Jehovas (Bibelforscher) in Arbeitslagern. Die Bezeichnungen der Lager waren euphemistisch und je nach Zweck und Zuständigkeit auch im Zeitablauf unterschiedlich. Die ersten größeren Konzentrationslager wie das KZ Dachau und das KZ Oranienburg wurden ursprünglich „Schutzhaftlager“ genannt. In fast allen Konzentrationslagern, Arbeitslagern und Umerziehungslagern war harte Zwangsarbeit, willkürliche Misshandlung und teilweise auch Vernichtung durch Arbeit an der Tagesordnung.
Bereits am 28. November 1933 befürchtete die lokale Handwerkskammer eine unerträgliche Konkurrenz für die örtlichen Handwerksbetriebe durch die Zwangsarbeit in Dachau.

### Zweiter Weltkrieg

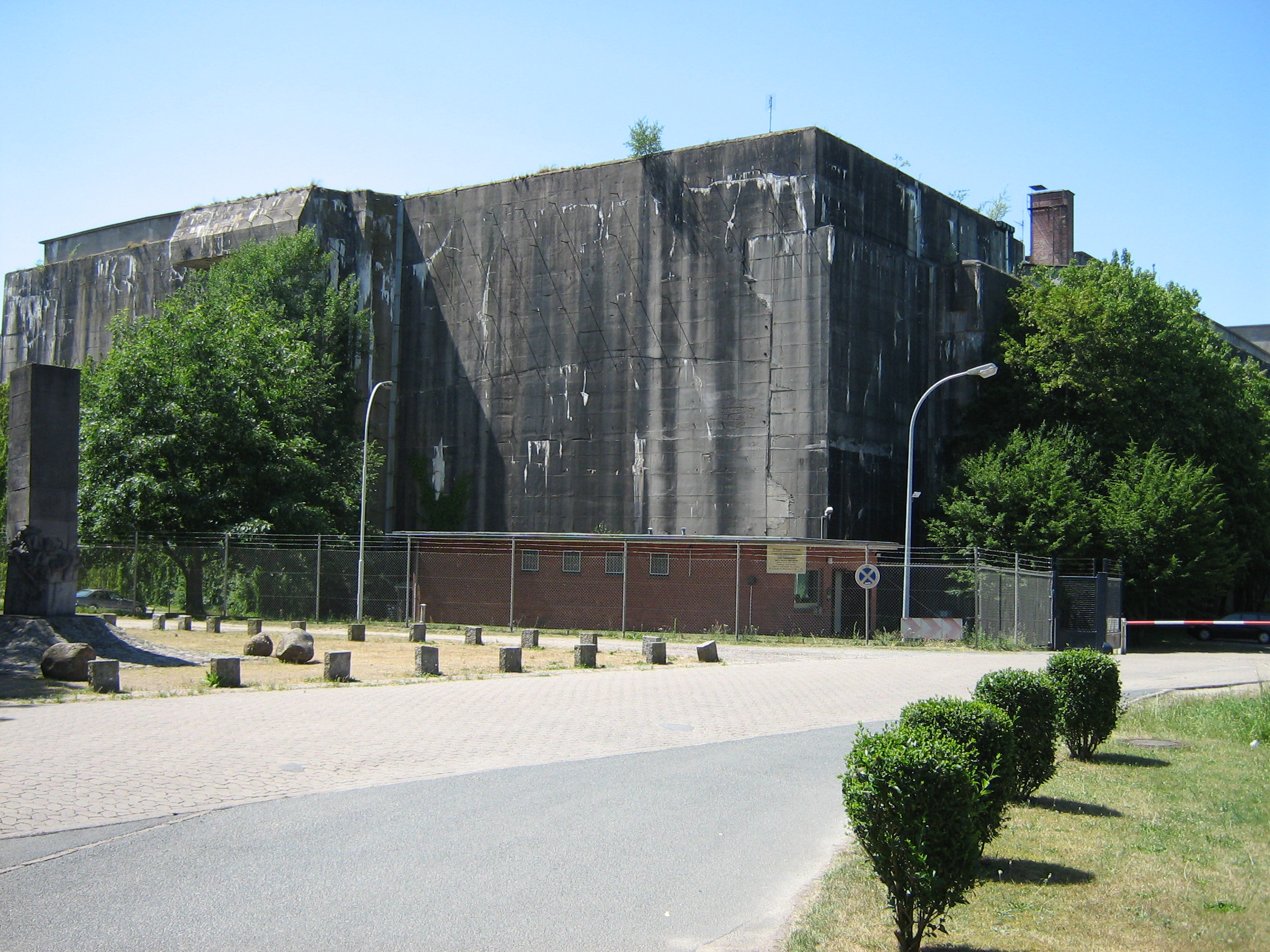
U-Boot-Bunker Valentin (Bremen)
Bei seinem Bau 1943 bis April 1945 kamen mindestens 1600 der insgesamt dort eingesetzten 13.000 Zwangsarbeiter um.

Während des Zweiten Weltkrieges wurden im Deutschen Reich mehrere Millionen Menschen zur Zwangsarbeit gezwungen, meist Kriegsgefangene, KZ-Häftlinge und Zivilpersonen der besetzten Gebiete; ab 1940 wurden zudem deutsche Juden, später auch so genannte Mischlinge ersten Grades zwangsverpflichtet. Sie mussten die fehlenden Arbeiter, die im Krieg waren, ersetzen und vor allem die Kriegsproduktion aufrechterhalten. Besonders in Osteuropa wurden sie großenteils mittels Razzien rekrutiert. Ab Januar 1942 werden die ersten „Ostarbeiter“ mit Zügen ins Deutsche Reich deportiert. Die Zwangsarbeiter wurden als Fremdarbeiter oder, sofern sie aus der Sowjetunion (meist Ukraine oder Russland) stammten, als Ostarbeiter bezeichnet. Unter den Zwangsarbeitern waren auch Jugendliche oder Kinder, die häufig ihren Eltern entrissen oder verschleppt wurden. Zwangsarbeiter wurden in der Landwirtschaft und Rüstungsindustrie eingesetzt, aber auch öffentliche Einrichtungen, die Kirche und Privatpersonen forderten Zwangsarbeiter an. Zwangsarbeiter wurden häufig demütigend behandelt, schlecht ernährt und erhielten oft keinen Lohn. Sie mussten schwerste Arbeit verrichten. Die Unterbringung erfolgte in Zwangsarbeiterlagern, den Stammlagern (im nationalsozialistischen Sprachgebrauch als Stalag bezeichnet), oft Barackenlager, mit Stacheldraht eingezäunt. Die sanitären und hygienischen Bedingungen in diesen Baracken waren äußerst schlecht, wie auch die Bekleidung. So lebten besonders die Ostarbeiter in notdürftig selbstgebauten Baracken und waren gezwungen, „auch im Winter unbeschuht zur Arbeit zu gehen“. Außerdem wurden sie häufig von den Deutschen misshandelt: „Die Leute wälzten sich oft vor Schmerzen wegen des dauernden Schlagens mit Gummiknüppeln und Ochsenziemern“. Für Zwangsarbeiter galt kein Arbeitsschutz, so dass sie am Arbeitsplatz allen gesundheitlichen Gefahren ausgesetzt waren. Sie durften bei Bombenalarm keine Schutzräume aufsuchen. Bei Verstößen gegen die Anordnungen und Befehle der Deutschen drohte ihnen eine Einweisung in ein „Arbeitserziehungslager“ (AEL), in denen KZ-ähnliche Zustände herrschten.
Schwangere Zwangsarbeiterinnen, insbesondere solche aus Osteuropa, wurden häufig zur Abtreibung gezwungen. Kinder solcher Frauen wurden in Ausländerkinder-Pflegestätten untergebracht, die keinen anderen Zweck hatten, als diese unerwünschten Kinder unbemerkt von der Öffentlichkeit verhungern zu lassen.
Polnische und sowjetische Zwangsarbeiter wurden noch schlechter behandelt als die italienischen sogenannten Militärinternierten oder auch französischen und anderen westlichen Kriegsgefangenen und Zivilarbeiter, da sie in der NS-Rassenideologie als slawische Untermenschen galten. Für sie galten besondere Polen- und Ostarbeitererlasse, durch die sie weitestgehend entrechtet wurden. So war zum Beispiel der Besitz von Geld, Wertsachen, Fahrrädern und Feuerzeugen und der Erwerb von Fahrkarten verboten. Verkehr mit Deutschen wurde streng bestraft, teilweise sogar mit der Todesstrafe. Für die Zwangsarbeiter war der Generalbevollmächtigte für den Arbeitseinsatz, Fritz Sauckel zuständig, während der Generalgouverneur des besetzten Polens, Hans Frank und die Reichskommissare Hinrich Lohse (Ostland) und Erich Koch (Ukraine) die Razzien organisierten, um genügend Zwangsarbeiter zusammenzutreiben. Das Programm der Zwangsarbeit fügte sich in das Programm Heinrich (Himmler) zur Dezimierung der slawischen Völker um circa 30 Millionen.
Da die Zwangsarbeiter vielen Vorschriften (zum Beispiel über Sicherheit am Arbeitsplatz) nicht unterlagen, waren sie häufig so begehrt, dass das Deutsche Reich eine Ostarbeiterabgabe einführen musste, um die vollständige Verdrängung von deutschen Arbeitern durch Zwangsarbeiter zu vermeiden. Einen Sonderverlauf nahm die Zwangsarbeit in den Grenzzonen, wo beispielsweise spezifische Traditionen der Grenzgängerbeschäftigung wirksam blieben, der Einsatz von Kriegsgefangenen erst zeitlich versetzt begann und grenzspezifische Eigenheiten in Form von Repression bestanden.

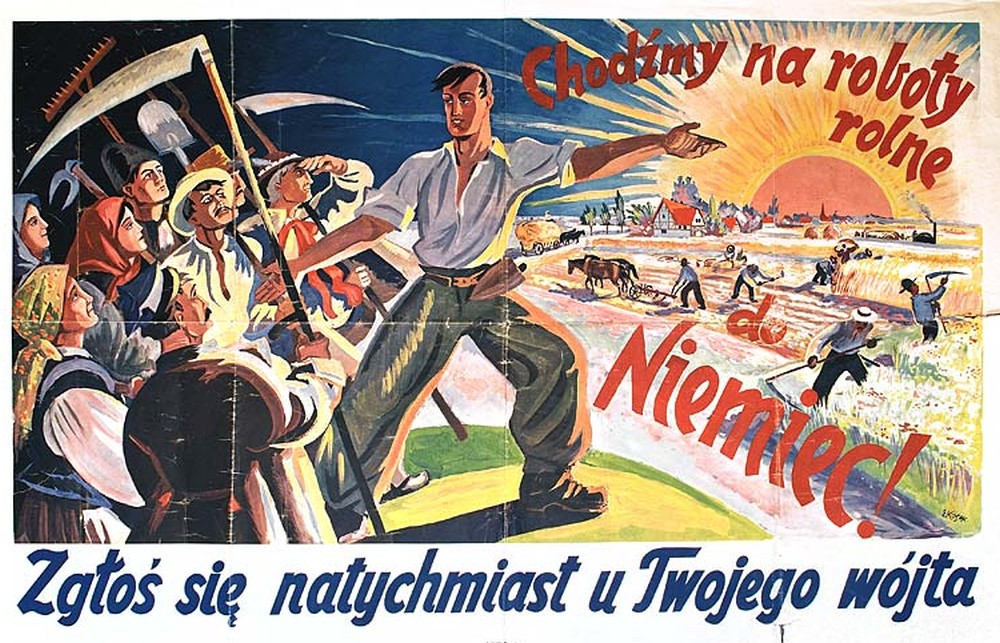
Plakat zur Anwerbung polnischer Arbeiter, 1940–1941
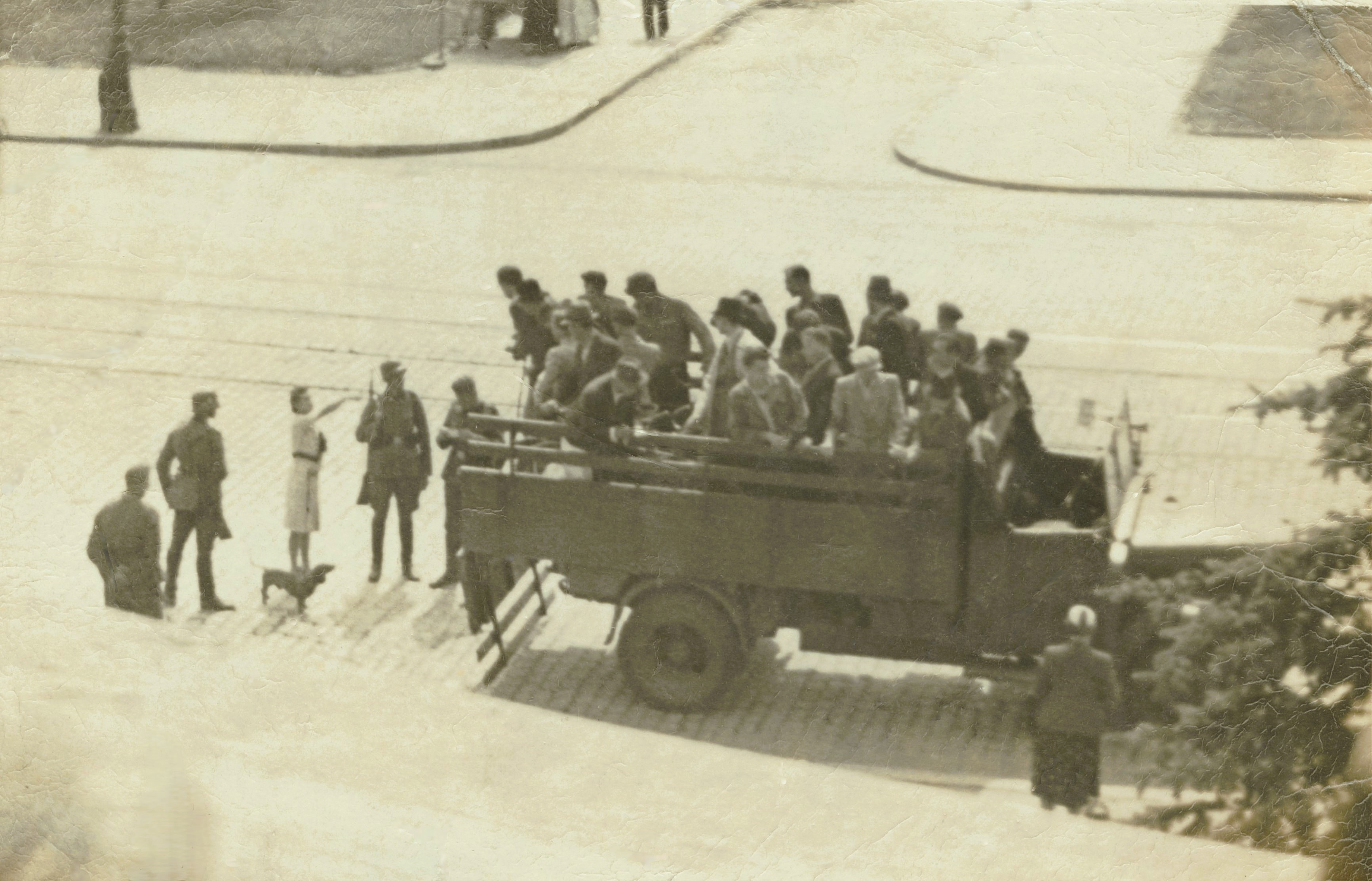
Willkürliche Verhaftung zur Zwangsarbeit, Warschau 1941
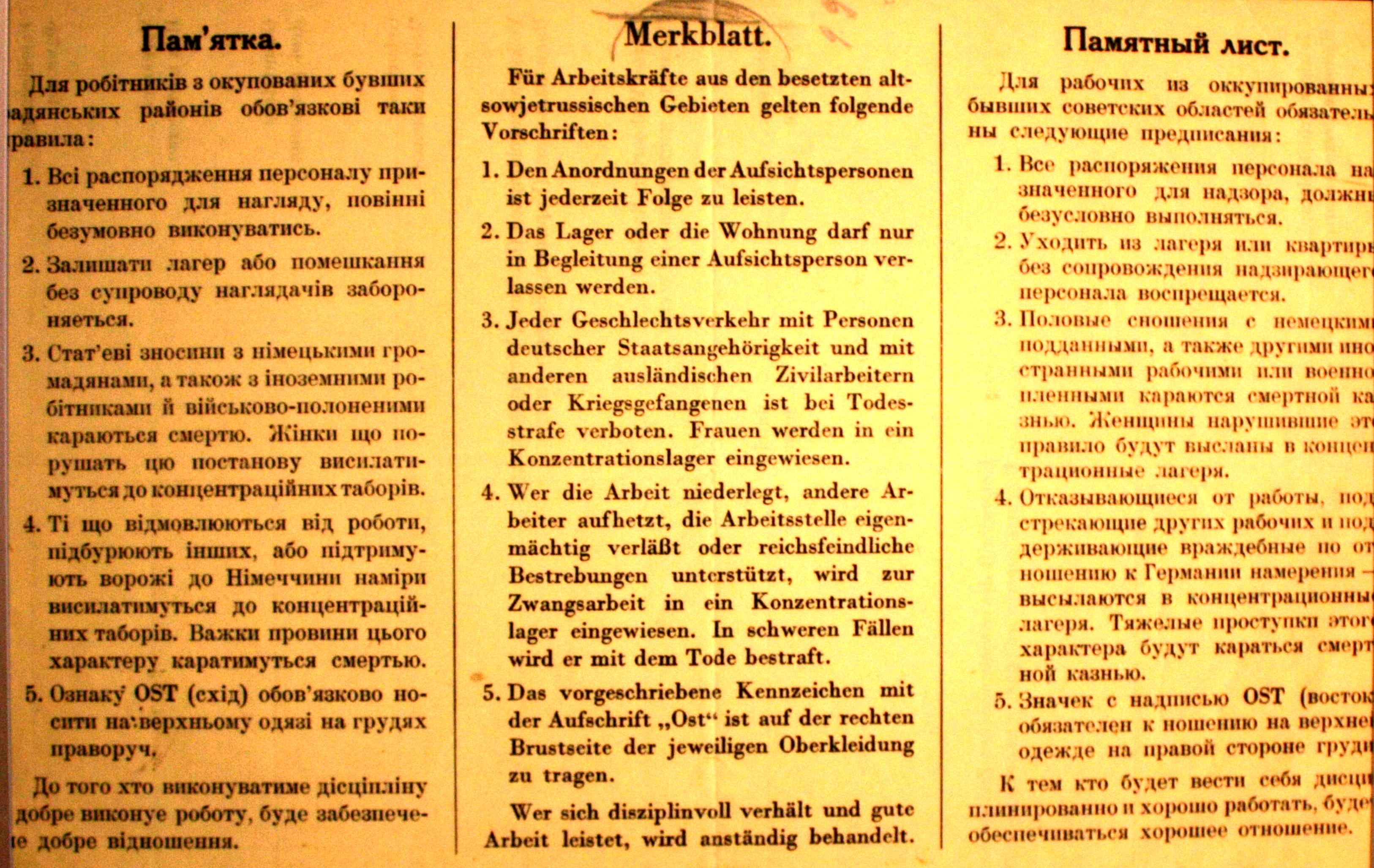
Merkblatt für Ostarbeiter aus der Sowjetunion, 1942
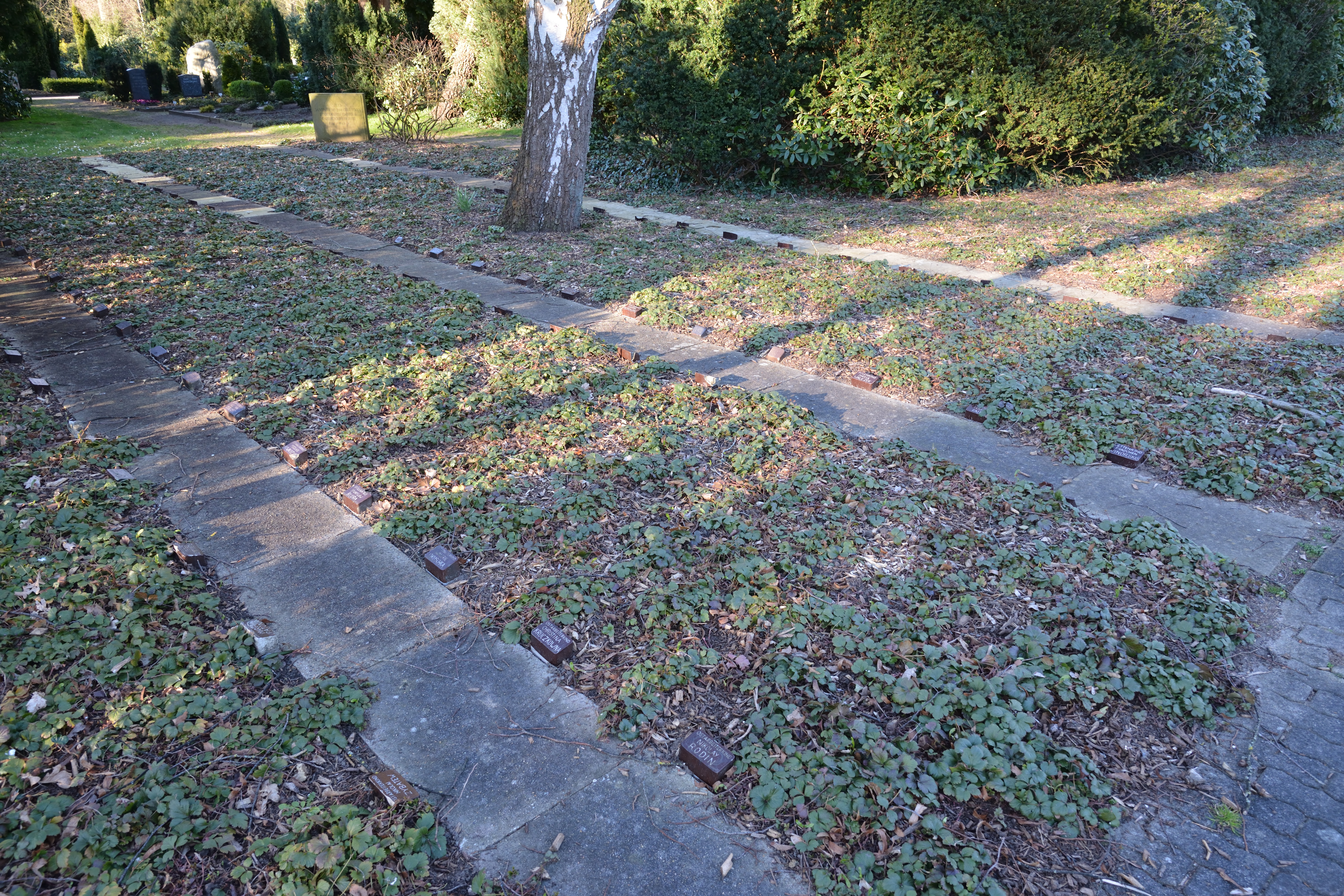
Gräberfeld für Kinder der Ostarbeiter auf dem Nordfriedhof Neumünster
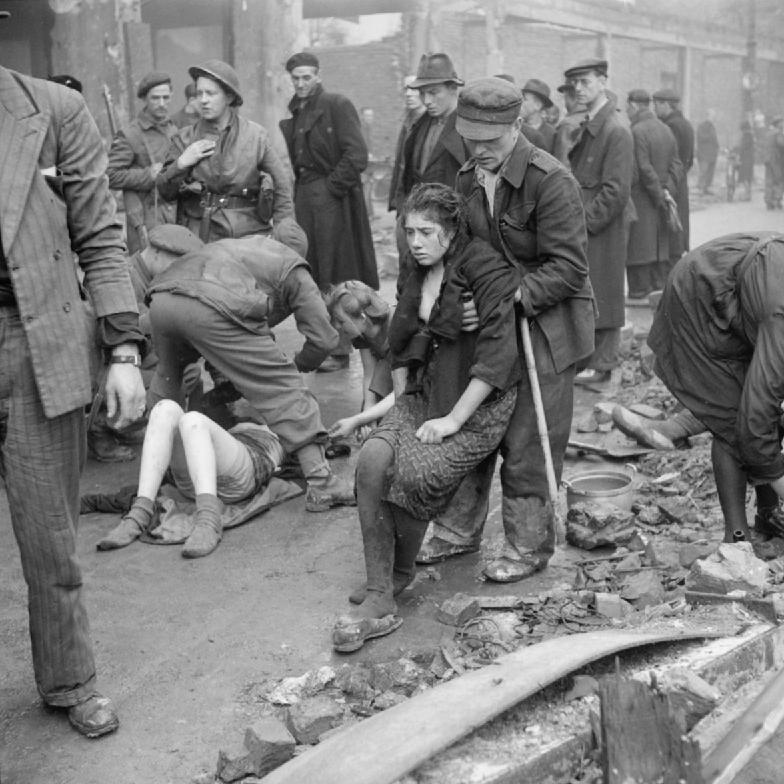
Ostarbeiterinnen in Osnabrück, vor der Ermordung gerettet, 7. April 1945
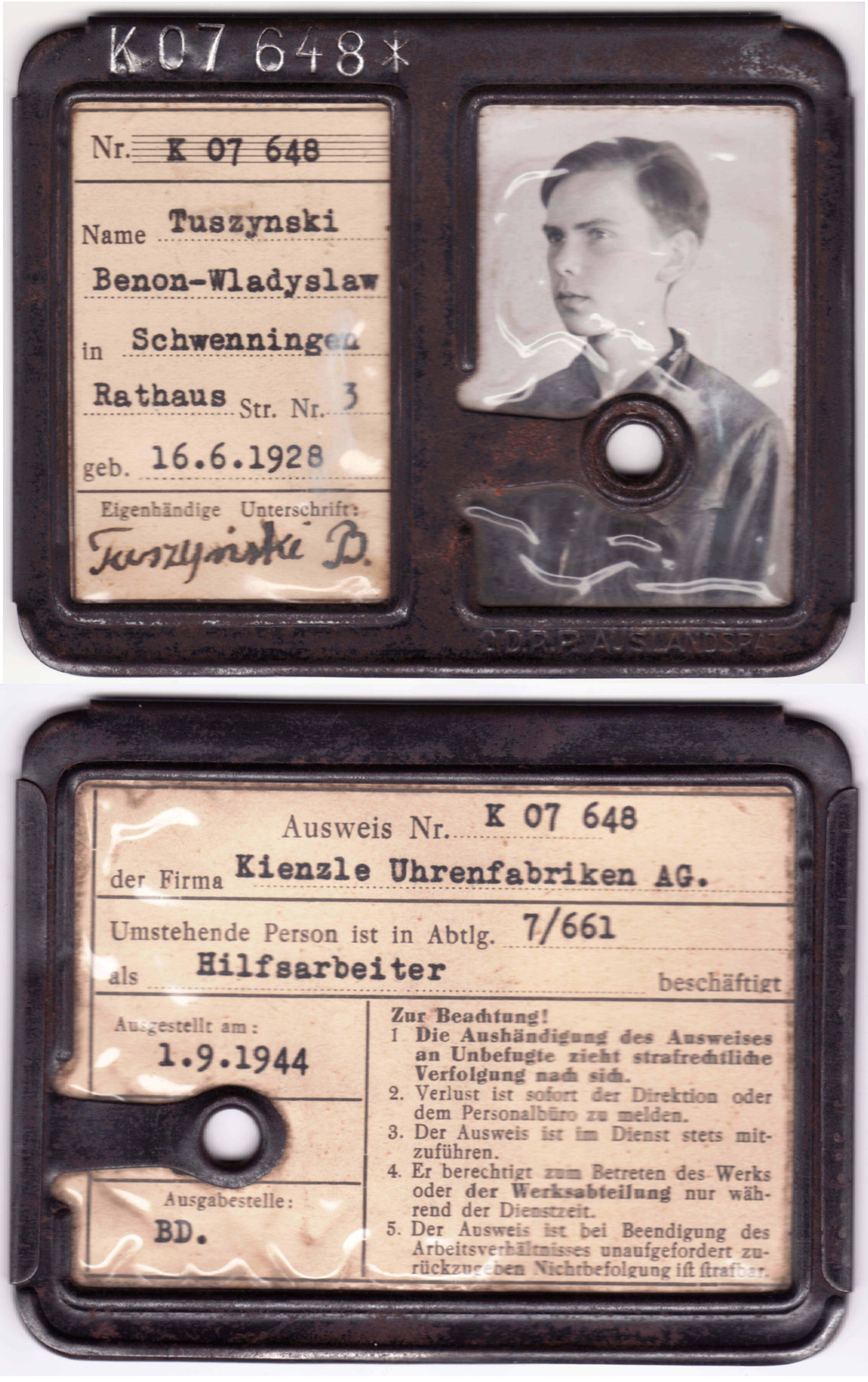
Werksausweis eines 16-jährigen polnischen Zwangsarbeiters bei Kienzle Uhren
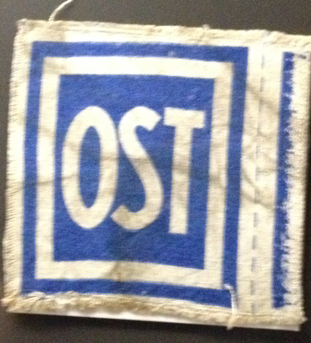
Kennzeichnung für Ostarbeiter

Siehe auch:
- Polen-Erlasse
- Organisation Todt
- NS-Zwangsarbeit im Bereich Büdingen
- NS-Zwangsarbeit im Münsterland
- „Sklaven der Kirche“ in der Berliner Hermannstraße
- Deutsche Wiedergutmachungspolitik
- Online-Archiv Zwangsarbeit 1939–1945

#### Aufarbeitung nach 1945

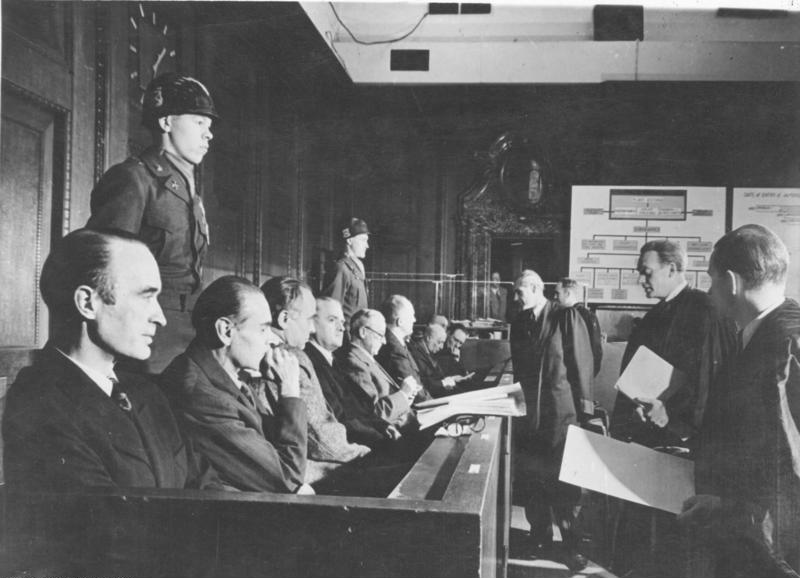
Angeklagte im Krupp-Prozess: Alfried Krupp von Bohlen und Halbach, Ewald Löser, Eduard Houdremont, Erich Müller, Friedrich Janssen, Karl Pfirsch, Karl Eberhardt und Heinrich Korschan (von links), Dezember 1947

Nach dem Krieg wurden exemplarische Prozesse gegen das Wirtschafts-Verwaltungshauptamt der SS (es hatte Zwangsarbeiter gegen Prämien an Firmen vermietet) und die Firmenverantwortlichen von Flick, I.G. Farben und Krupp (sie hatten die Zwangsarbeiter zu tausenden von der SS gemietet) durchgeführt. Es kam in den Nürnberger Nachfolgeprozessen zu Verurteilungen wegen Versklavung, Misshandlung, Einschüchterung, Folterung und Ermordung der Zivilbevölkerung und dem planmäßigen Einsatz von Zwangsarbeitern.
Im Zuge des Kalten Krieges ebbte das Interesse an einer koordinierten Strafverfolgung ab und es kam hauptsächlich in den am meisten ausgebeuteten also osteuropäischen Ländern, zu weiteren Prozessen.
Klagen ehemaliger Zwangsarbeiter in den USA gegen deutsche Unternehmen, die sie beschäftigt hatten, führten im Jahr 2000 zur Gründung der deutschen Stiftung „Erinnerung, Verantwortung und Zukunft“. Bund und Wirtschaft brachten je zur Hälfte 10 Milliarden D-Mark (circa 5,1 Milliarden Euro) ein. Im Gegenzug wurden in den USA solche Klagen gegen einzelne Unternehmen ausgeschlossen. Die Auszahlungen begannen am 15. Juni 2001 und endeten im Juni 2007. 1,66 Millionen Zwangsarbeiter oder ihre Erben erhielten jeweils bis zu 7500 Euro. Insgesamt wurden 4,37 Milliarden Euro ausgezahlt. Die Stiftung will mit dem Restkapital von 400 Millionen Euro Bildungs- und Verständigungsprojekte fördern. Damit sei die finanzielle Entschädigung ehemaliger Zwangsarbeiter in Deutschland abgeschlossen worden. Kriegsgefangene, die im Deutschen Reich Zwangsarbeit verrichten mussten, wurden dabei jedoch nicht entschädigt.

### Nach 1945
Eine der unmittelbaren Folgen des Zweiten Weltkrieges war die Verpflichtung deutscher Kriegsgefangener und Zivilisten zur Zwangsarbeit. Ihre Arbeitsleistung war Teil der von den Alliierten geforderten Reparationen nach dem Zweiten Weltkrieg. Dabei gestaltete sich das Schicksal der Betroffenen unter den einzelnen Siegermächten recht unterschiedlich.
In der Bundesrepublik Deutschland wurde 1949 im Grundgesetz in Art. 12 Abs. 2 ausdrücklich geregelt, dass niemand zu einer bestimmten Arbeit gezwungen werden darf; nach Abs. 3 ist Zwangsarbeit bei einer gerichtlich angeordneten Freiheitsentziehung zulässig.
Die DDR gewann in den 1980er Jahren zur Stützung ihres maroden Staatshaushalts in erheblichem Umfang West-Devisen mit der Zwangsarbeit von Häftlingen in der Produktion von Waren für westliche („kapitalistische“) Firmen sowie zum Beispiel mit von Häftlingen erzwungenen Blutspenden, welche etwa vom bayrischen Roten Kreuz über einen Schweizer Zwischenhändler angekauft wurden.
§ 232b Strafgesetzbuch stellt Zwangsarbeit im Zusammenhang mit Menschenhandel unter Strafe. Der Menschenhandel zum Zwecke der Ausbeutung der Arbeitskraft war bereits seit 2005 unter § 233 StGB als Straftat erfasst; mit der Strafrechtsreform im Jahr 2016 wurde Menschenhandel in § 232 StGB, Zwangsarbeit in § 232b StGB und die Ausbeutung der Arbeitskraft in den §§ 233 und 233a StGB geregelt.

## Historie Österreich
In der Ostmark, offiziell Alpen- und Donau-Reichsgaue, waren im Herbst 1944 fast eine Million Zwangsarbeiter eingesetzt, während die Zahl der inländischen Arbeitskräfte bei 1,7 Millionen lag. Siehe hierzu Liste der Außenlager des KZ Mauthausen.
Der Österreichische Fonds für Versöhnung, Frieden und Zusammenarbeit (kurz auch Versöhnungsfonds) besteht seit dem Jahr 2000 und leistete bis 2005 freiwillige Zahlungen an Zwangsarbeiter in Österreich während der Zeit des Nationalsozialismus. Bisher haben rund 132.000 Menschen weltweit Leistung aus diesem Fonds erhalten. Es wurde eine Gesamtsumme von 439.254.087 Euro in den Fonds gespeist. Bei einigen Firmen wie beispielsweise Swarovski, Österreichische Bundesbahnen und Steyr Daimler Puch ist die Rolle während der NS-Zeit großteils noch unerforscht und Gegenstand aktueller historischer Forschung.
Ein 2022 in Niederösterreich laufendes Forschungsvorhaben versucht in Familien vorhandenes Wissen zu gewinnen, um die Lage von zahlreichen Zwangsarbeiterlagern zu erfahren, denn Zeitzeugen selbst leben nur mehr vereinzelt.

## Zwangsarbeit in Frankreich zwischen 1939 und 1945
Frankreich war vor und während des Zweiten Weltkriegs Täter und Opfer zugleich. Täter, weil es schon zu Zeiten der Dritten Französischen Republik nach Frankreich geflüchtete Menschen zur Zwangsarbeit oder zum Militärdienst in sogenannten Régiments de Marche des Volontaires Étrangers (RMVE; Marschregimenter der ausländischen Freiwilligen) verpflichtete, und Opfer, weil das Vichy-Regime gezwungen war, französische Arbeiter als Arbeitskräfte für die Besatzungsmacht Deutschland zu rekrutieren. Die zur Zwangsarbeit herangezogenen Menschen wurden überwiegend aus den seit 1939 entstandenen Internierungslagern rekrutiert. Die Arbeitslager waren ein Teil dieses Internierungssystems.

### Das System der Arbeitslager in Frankreich 1939 – 1944
In Frankreich, einem wichtigen Exilland für deutsche Emigranten sowie für Flüchtlinge aus dem Spanischen Bürgerkrieg, galt ab Juli 1938 für alle Ausländer, die um Asyl nachsuchten, die Pflicht, als Prestataires (Dienstleister) zu arbeiten. Diese Pflicht wurde am 12. April 1939 auf alle männlichen Ausländer zwischen 20 und 40 Jahren ausgeweitet. Die Prestataires, die nicht näher definierte gemeinnützige Arbeiten zu leisten hatten, waren in paramilitärischen Verbänden unter dem Kommando der Armee zusammengefasst, sogenannten „Compagnies de prestataires“ (Dienstleister-Kompanien, auch Compagnies de Travailleurs Étrangers, CTE, Fremdarbeiterkompagnien).:S. 44 ff. Was die Regierung damit bezweckte, geht aus einem an die Präfekten gerichteten Rundschreiben hervor:

„Die Regierung hat in der höheren Sorge um das nationale Interesse beschlossen, im Rahmen des Möglichen aus der Masse der Flüchtlinge einen allgemeinen Vorteil für die Volkswirtschaft zu ziehen, solange ihre massive Rückkehr in ihr Land unmöglich bleibt, diese unorganisierte und passive Masse […] in für die nationale Gemeinschaft nützliche Elemente zu verwandeln und so, soweit wie möglich, die schwere finanzielle Belastung zu verringern, die beim gegenwärtigen Stand der Dinge auf uns lastet.“

Aus den Compagnies de Travailleurs Étrangers wurden ab dem 1. November 1940 die Groupes de Travailleurs Étrangers (GTE). Grundlage hierfür war das Loi sur la situation des étrangers en surnombre dans l’économie nationale (Gesetz über den Status der in der nationalen Wirtschaft überzähligen Ausländer) vom 17. September 1940. Danach konnten „Ausländer männlichen Geschlechts zwischen 18 und 55 Jahren […], solange es die Umstämde erfordern, in Ausländereinheiten zusammengefasst werden, wenn sie in der nationalen Wirtschaft überzählig sind“.:S. 88 f.
Angehörige der GTE konnten privaten Unternehmen zur Verfügung gestellt werden und wurden dafür mit einer Ertragsprämie („prime de rendement“) abgefunden, was in der Praxis meist „eine Art Sklavenarbeit zum Profit privater Unternehmer“ bedeutete.:S. 88 f.
Ähnlich den CTE bestanden auch die GTE aus 250 Mann starken Einheiten, die meist von einem französischen Reserveoffizier kommandiert wurden. Die vormaligen Prestataires wurden fast vollzählig in die GTE übernommen und die Arbeitslager ähnlich den Internierungslagern geführt. „Mit den organisatorischen Maßnahmen vom Herbst 1940, durch die Internierungs- und Arbeitslager ihren provisorischen Charakter verlieren, wird versucht, das Lagersystem zu einem auf Dauer betriebsfähigen Werkzeug der Révolution nationale zu machen.“:S. 89 Die Verhältnisse in den einzelnen Lagern waren nicht einheitlich, doch verfügten die Lagerinsassen in den häufig von Stacheldraht umgebenen Lagern nur über eine eingeschränkte Bewegungsfreiheit. Die Möglichkeiten variierten zwischen einmaligem Ausgang pro Woche und täglichem Verlassen des Lagers nach Arbeitsschluss. Männern, deren Frauen in der Nähe des Lagers lebten, konnte auch erlaubt werden, die Nacht außerhalb des Lagers zu verbringen.:S. 141
Die GTE unterstehen einer zentralen Behörde des Vichy-Regimes, dem „Service Central des formations des travailleurs étrangers“. Im Juli 1941 existierten etwa 50 GTE, in denen etwa 60.000 Männer zusammengefasst waren, darunter etwa 20.000 jüdische Flüchtlinge, der Rest spanische Flüchtlinge.:S. 131 Die GTE wiederum waren 1941 zunächst in 5 Groupements organisiert:S. 132:
- Groupement No. 1: Clermont-Ferrand, später Vic-le Comte; nach Gaida allerdings Châtel-Guyon[25]:S. 108
- Groupement No. 2: Toulouse
- Groupement No. 3: Montpellier
- Groupement No. 4: Marseille
- Groupement No. 5: Lyon

Hinzu kamen später:
- Groupement No. 6: Limoges. Aus dem Groupement No. 1 wurde im Januar 1942 die Hälfte der Mannschaften dem neuen Groupement zugeteilt, das nun für die Departements Cher, Creuse, Correèze, Indre, Haute-Vienne, Dordogne und einen Teil der Charente zuständig war.
- Groupement No. 7: Toulouse. Dieses Groupement entstand im März 1943 (Gaida: Juni 1943) aus einer Aufteilung des Groupement No. 2, so dass jetzt in Toulouse zwei Groupements ansässig waren. Das Groupement No. 7 war zuständig für die Departements Lot, Lot-et-Garonne und Tarn.[25]:S. 108
- Groupement No. 8: Dieses Groupement für die Nordzone sei im Mai 1942 mit Genehmigung der deutschen Behörden geschaffen worden.[25]:S. 108

Ein Groupement A, später 2 Groupments waren für die Arbeitslager in Nordfrankreich zuständig. Dort existierten nach dem Deutschen Sieg im Westfeldzug, wie Moritz Neumann erlebte und berichtete, auch Arbeitsbataillone für aus der Fremdenlegion entlassene deutsche Legionäre, die als Juden nicht nach Deutschland zurückkehren konnten. Sie wurden als Halb-Legionäre in Camps überstellt, die weiterhin der Verwaltung der Fremdenlegion unterstanden, und wurden, so im Fall von Moritz Neumann, zum Bau einer Transsahara-Bahn herangezogen.

„Es [musste] der Vichy-Regierung wie ein Geschenk des Himmels vorkommen, als sie plötzlich über Tausende von Arbeitern verfügte, Halb-Legionäre, die der Befehlsgewalt der Legion unterstanden, körperlich ausgebeutet werden konnten bis zum Umfallen und pro Tag nur ein paar Sous kosteten.“

Im französischen Mutterland musste derweil jeder hier lebende Ausländer, der Flüchtlingshilfe bezog, damit rechnen, einer GTE zugewiesen zu werden. Andererseits meldeten sich auch viele Ausländer, Insassen der Internierungslager, freiwillig für die Arbeit in einer GTE, da sie sich davon bessere Lebensbedingungen erhofften.:S. 132 Obwohl für das Vichy-Regime die Arbeitslager nur eine produktivere Form der Internierung darstellten, sahen auch die Hilfsorganisationen zumindest anfänglich „als eine Möglichkeit zur Verbesserung der Lage der Internierten an“.:S. 131
Bei Peter Gaida finden sich einige Statistiken, die das GTE-System transparenter machen.
| Groupement                      | Sitz                            | Gruppen | Arbeiter |
| ------------------------------- | ------------------------------- | ------- | -------- |
| 1                               | Châtel-Guyon                    | 17 GTE  | 3.671    |
| 2                               | Toulouse                        | 27 GTE  | 13.003   |
| 3                               | Montpellier                     | 23 GTE  | 8.286    |
| 4                               | Marseille                       | 28 GTE  | 4.813    |
| 5                               | Lyon                            | 29 GTE  | 5.803    |
| 6                               | Limoges                         | 23 GTE  | 5.402    |
| Gesamt                          | Gesamt                          | 147 GTE | 40.978   |
| durchschnittliche Gruppenstärke | durchschnittliche Gruppenstärke |         | 279      |

| Nationalität         | Arbeiter |
| -------------------- | -------- |
| Spanier              | 32.000   |
| Polen                | 2.800    |
| Prestatäre Und Juden | 2.500    |
| Tschechen            | 800      |
| Ex-Soldaten          | 700      |
| Belgier              | 200      |
| Gesamt               | 39.000   |

| Einsatzbereiche     | Arbeiter |
| ------------------- | -------- |
| Landwirtschaft      | 17.700   |
| Bergwerke           | 11.300   |
| Forstwirtschaft     | 6.800    |
| Staudämme           | 2.000    |
| Bauwirtschaft       | 1.700    |
| Chemische Industrie | 1.800    |
| Pulverfabriken      | 170      |
| Interne Dienste     | 3.230    |
| unbrauchbare Juden  | 2.000    |
| Gesamt              | 46.700   |

Eine besondere Rolle spielten die Disziplinarlager. Im Sommer 1942 verfügte jedes der sechs Groupements uber eine spezielle GTE-Einheit, in die Arbeiter überstellt wurden, die sich eines Disziplinarvergehens schuldig gemacht hatten oder als zu schlecht eingestufte Leistungen erbrachten. „Im März 1942 bezeichneten die Hilfsorganisationen die Dsiziplinar-GTE als „echte Strafkolonien“.“:S. 136
Im Frühjahr 1941 hatte die französische Verwaltung damit begonnen, national homogene Gruppen zu organisieren. Ob dabei von Anfang an beabsichtigt war, jüdische Fremdarbeiter zu separieren, ist nicht belegt, doch war dies nach Eggers das einzige sichtbare Ergebnis. Es entstanden die Groupes palestiniens, die in der Folge die Diskriminierung der jüdischen Fremdarbeiter forcierten und schließlich die Deportationen erleichterten.:S. 131 Ab der Jahreswende 1941/42 war für alle Juden, die vor dem 1. Januar 1936 nach Frankreich gekommen waren, die Unterbringung in einem Arbeitslager obligatorisch.:S. 156 Vom Sommer 1942 an forcierte die deutsche Besatzungsmacht die Deportationen aus den Lagern:S. 167, deren Belegungszahlen im Laufe des Jahres deutlich zurückgehen.:S. 186 f. Nach der deutschen Besetzung Südfrankreichs im November 1942 nahm auch die Organisation Todt vermehrt Zugriff auf die Arbeitskräfte in den GTE und setzte diese zum Beispiel auf Baustellen des Atlantikwalls ein.:S. 188 f.
Mit der Befreiung Frankreichs endete auch das französische Lagersystem und das System der GTE. „Nach der Befreiung wurden einzelne Lager für deutsche Kriegsgefangene und Kollaborateure im Rahmen der ‚épuration‘ (Säuberung) wiederverwendet.“:S. 190

### Indochinesen als Zwangsarbeiter in Frankreich
So, wie spanische Bürgerkriegsflüchtlinge oder deutsche Emigranten in Frankreich zwangsverpflichtet wurden, so griff der französische Staat auch anderweitig auf menschliche Ressourcen zurück, um den Mangel an Arbeitskräften auszugleichen, der durch Mobilisierung der eigenen Männer für das Militär entstanden war. Durch ein Requisitions-Gesetz von 1938 hatte sich die Kolonialmacht Frankreich das Recht verschafft, in Französisch-Indochina Männer im erwerbs- oder kampffähigen Alter für den Arbeitseinsatz im französischen Mutterland zu requirieren.
Die Rückführung dieser Männer direkt nach dem Ende des Zweiten Weltkriegs war aufgrund der noch unterbundenen Seewege nicht möglich; sie begann erst 1950 und dauerte bis 1952. Während dieser Zeit waren die Männer zum Teil in jenen Lagern interniert, die ab 1939 für die emigrantischen Fremdarbeiter geschaffen worden waren.

### Französische Zwangsarbeiter für die deutsche Kriegswirtschaft
Während der Besetzung Frankreichs durch Nazi-Deutschland wurden hunderttausende französischer Arbeiter gegen ihren Willen nach Deutschland gebracht, wo sie in Fabriken oder in der Landwirtschaft die kriegsbedingt fehlenden heimnischen Arbeitskräfte ersetzen sollten.

## Historie weitere Länder

### Japan

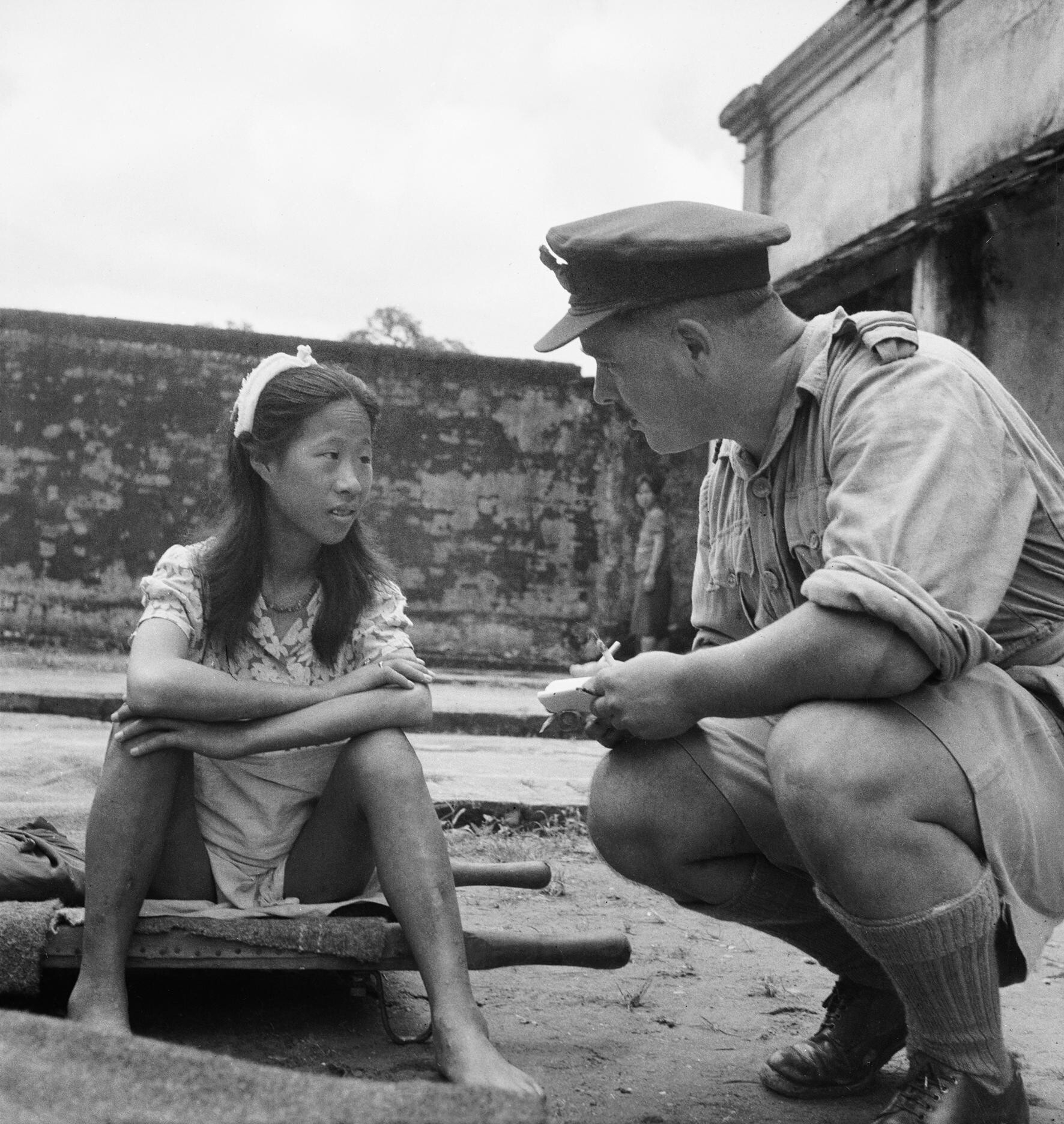
Befragung einer chinesischen „Trostfrau“, Rangun, 8. August 1945

Auch in Japan wurden während des Zweiten Weltkrieges Zivilpersonen der besetzten Gebiete zur Zwangsarbeit gezwungen. So wurden Hunderttausende Koreaner nach Japan verschleppt und mussten in japanischen Minen und Fabriken arbeiten. Viele Männer aus den damaligen japanischen Kolonien Korea und Taiwan wurden ins japanische Militär zwangsrekrutiert, während viele Frauen in den besetzten Gebieten zur Zwangsprostitution beziehungsweise zur sexuellen Sklaverei gezwungen wurden und als so genannte Trostfrauen japanischen Soldaten dienen mussten. Auch nach dem Zweiten Weltkrieg wurden in Japan – und zwar mit stillschweigender Billigung der Siegermacht USA – koreanische Zwangsarbeiter in den Kohlebergwerken eingesetzt.

### Kambodscha
Unter den Roten Khmer Pol Pots starben Millionen Kambodschaner durch Folter, Hinrichtungen und Zwangsarbeit.

### Rumänien
Beim Bau des Donau-Schwarzmeer-Kanals in Rumänien wurden zwischen 1949 und 1954 mehrere zehntausend Häftlinge zur Zwangsarbeit herangezogen. Erst zwischen 1976 und 1984 wurde der Kanal ohne Zwangsarbeit fertiggestellt.

### Sowjetunion

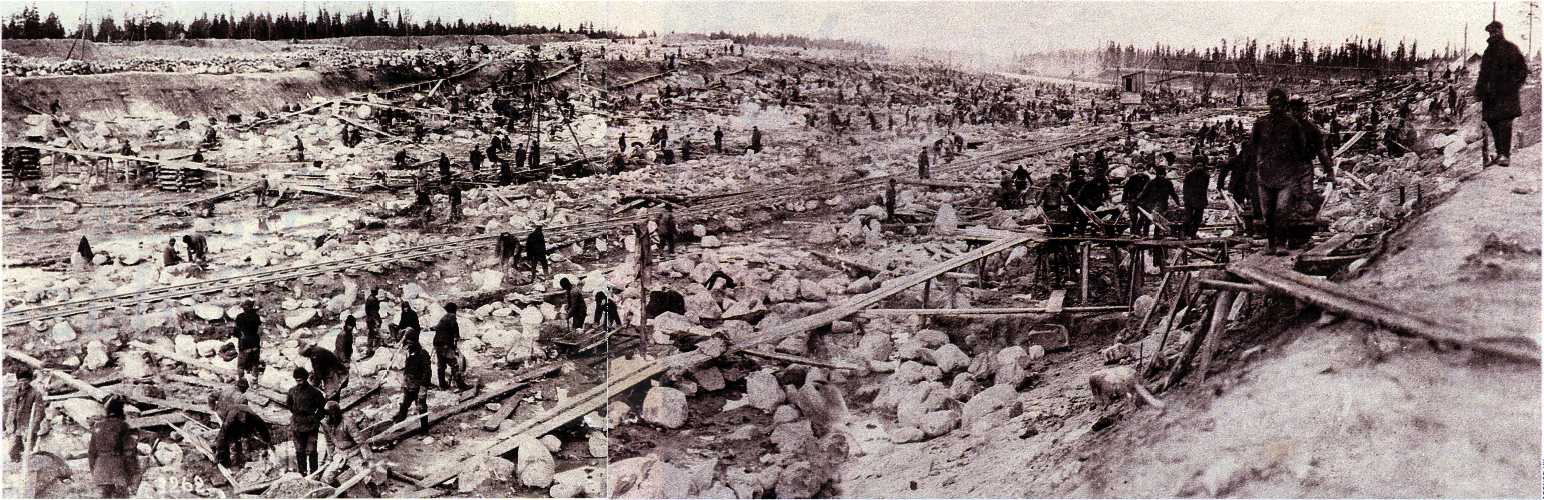
Zwangsarbeiter beim Bau des Weißmeer-Ostsee-Kanals, 1932

Bereits vor der Gründung der Sowjetunion bestand zwischen 1696 und 1917 im russischen Kaiserreich das System der Katorga, das gewissermaßen als Vorläufer des Gulag-Systems betrachtet werden kann: Hier wurden Menschen nach Sibirien zum Leisten von Zwangsarbeit verbannt. Allerdings war die Zahl der Betroffenen deutlich geringer als in der Sowjetunion.
In die sowjetischen Zwangsarbeitslager des Gulag wurden in der ersten Hälfte des 20. Jahrhunderts Millionen sowjetischer Bürger deportiert: Politische Oppositionelle, Gegner des kommunistischen Systems, Angehörige von Gruppen, die in Misskredit geraten waren („Klassenfeinde“) sowie Teile besiegter Volksgruppen wie beispielsweise zwischen 1939 und 1941 die Polen im Zweiten Weltkrieg und ganze Völkerschaften wurden nach Kolyma, Workuta und zum Weißmeer-Ostsee-Kanal verschleppt. Aus diesen Orten sind große Städte und Industriezentren entstanden. Offiziell gab es in der Sowjetunion keine Zwangsarbeit, sondern nur Sowjetarbeiter, die ihr Volk liebten und ihr Land, in dem die Arbeiter und Bauern zum ersten Mal in der Geschichte die wirklichen Herren waren und wussten, dass die Früchte ihrer Arbeit dem Volk ungeschmälert gehörten und ihm nicht von einer Handvoll Ausbeuter genommen werden konnten, was Tausende ausländischer Freunde der Sowjetunion bestätigten. Das Strafarbeitsgesetz von 1933 regelte einzig und allein die Lebens- und Arbeitsbedingungen der wegen Verbrechens Verurteilten und nicht etwa die anderer Menschen. Anderslautende Informationen über Zwangsarbeit wurden als Verleumdungen diskreditiert.
Nach dem Ende des Zweiten Weltkriegs wurden gut zweieinhalb Millionen deutsche Kriegsgefangene und Zivilisten zur Zwangsarbeit in die Sowjetunion verschleppt; viele von ihnen starben in den Arbeitslagern; tausende ostdeutsche Wissenschaftler wurden zur geistigen Zwangsarbeit in die Sowjetunion verbracht („Aktion Ossawakim“). In der Sowjetischen Besatzungszone (SBZ) wurde ebenfalls Zwangsarbeit angewandt.

## Zwangsarbeit in der Gegenwart
In China wurden in der zweiten Hälfte des letzten Jahrzehnts mehrere hunderttausend Angehörige der Volksgruppe der Uiguren zur Zwangsarbeit, insbesondere zur Baumwollernte, herangezogen.
In Eritrea können Wehrpflichtige nach dem eigentlichen Militärdienst zeitlich unbeschränkt zur Arbeit in staatlichen Betrieben herangezogen werden.
Laut einer Meldung der Internationalen Arbeitsorganisation (ILO) aus dem Jahr 2014 werden, basierend auf Daten aus dem Jahr 2012, jährlich weltweit insgesamt 150 Milliarden US-Dollar durch Zwangsarbeit erwirtschaftet.
Über die Arbeits- und Lebensumstände von Arbeitsmigranten in Malaysia wurde im Jahr 2021 berichtet, dass diese einer Zwangsarbeit gleichkommen. So wurden Reisepässe der Arbeitnehmer einbehalten, um sie von einer Flucht abzuhalten. Zahlreiche Beschäftigte der Branche berichteten zudem von Ausgangssperren, Einschüchterungen und Drohungen, schlechten Arbeitsschutzbedingungen und miserablen Unterkünften – nach Kriterien der ILO alles Indikatoren für Zwangsarbeit.
Anfang 2023 berichteten Medien über Erstattungen der Anwerbungsgebühr durch deutsche Automobilzulieferer an Arbeiter in ihren taiwanesischen Zulieferunternehmen. Angesichts von Schulden für Vermittler- und Vertragsgebühren, welche die Arbeiter an ihre Arbeitgeber entrichten müssen, ist die Rede von einem fließenden Übergang zur Zwangsarbeit. Die Erstattungsmaßnahmen stellen Experten in einen Zusammenhang mit einer präventiven Wirkung des seit dem 1. Januar 2023 geltenden Lieferkettensorgfaltspflichtengesetzes.
Laut dem aktuellen Global Slavery Index waren im Jahr 2021 etwa 50 Millionen Menschen von Zwangsarbeit betroffen und damit zehn Millionen mehr als fünf Jahre zuvor.

## Weiteres

### Strafrecht
Grundsätzlich sind Gefangene verpflichtet, Arbeit, die ihren körperlichen Fähigkeiten angemessen ist, auszuüben, sofern sie dazu in der Lage sind. Das deutsche Grundgesetz erklärt bei Freiheitsentziehung explizit Zwangsarbeit als zulässig.
Die Verpflichtung zu Arbeitsleistungen im Jugendstrafrecht als Auflage hat Strafcharakter und bleibt im Rahmen des Art. 12 Abs. 2 und 3 GG verfassungsgemäß, so wie auch die Arbeitspflichten gemäß § 56b StGB nicht gegen Verfassung und Menschenwürde verstoßen.
Im IAO-Abkommen Nr. 29 heißt es dazu: 2. Als „Zwangs- oder Pflichtarbeit“ im Sinne dieses Übereinkommens gelten jedoch nicht […] c) jede Arbeit oder Dienstleistung, die von einer Person auf Grund einer gerichtlichen Verurteilung verlangt wird, jedoch unter der Bedingung, dass diese Arbeit oder Dienstleistung unter Überwachung und Aufsicht der öffentlichen Behörden ausgeführt wird und dass der Verurteilte nicht an Einzelpersonen oder privaten Gesellschaften und Vereinigungen verdingt oder ihnen sonst zur Verfügung gestellt wird.
Zusätzlich begrenzte der Europäische Gerichtshof für Menschenrechte (EGMR) die Arbeit auf Formen, welche „üblicherweise“ von einer inhaftierten Person verlangt werden könnten, bspw. routinemäßige Haftarbeiten oder Arbeiten zum Zwecke der Rehabilitation. Im Gegensatz zum ILO Übereinkommen beurteilte der EGMR und das Bundesverfassungsgericht in einem Urteil von 1998 es jedoch als zulässig, wenn die Arbeit zu Gunsten von Privatunternehmen erbracht wird.

### Zwangsarbeit im Krieg
- Christian Westerhoff: Zwangsarbeit im ersten Weltkrieg. Deutsche Arbeitskräftepolitik im besetzten Polen und Litauen 1914–1918. (= Studien zur historischen Migrationsforschung. Band 25). Dissertation. Schöningh, Paderborn/ München/ Wien/ Zürich 2012, ISBN 978-3-506-77335-7.
- Ulrich Herbert: Fremdarbeiter. Politik und Praxis des „Ausländer-Einsatzes“ in der Kriegswirtschaft des Dritten Reiches. Dissertation. 2. Auflage. Dietz, Bonn 1999, ISBN 3-8012-5028-8.
- Mark Spoerer: Zwangsarbeit unter dem Hakenkreuz. Ausländische Zivilarbeiter, Kriegsgefangene und Häftlinge im Dritten Reich und im besetzten Europa 1939–1945. DVA, Stuttgart/ München 2001, ISBN 3-421-05464-9.
- Wolf Gruner: Jewish Forced Labor Under the Nazis: Economic Needs and Racial Aims, 1938–1944 (Originaltitel: Der geschlossene Arbeitseinsatz deutscher Juden übersetzt von Kathleen M. Dell’Orto), Cambridge University Press, New York, NY 2006, ISBN 0-521-74357-5 (Published in association with the United States Holocaust Memorial Museum).
- Christian Ruch, Myriam Rais-Liechti, Roland Peter: Geschäfte und Zwangsarbeit: Schweizer Industrieunternehmen im „Dritten Reich“. Herausgegeben von der Unabhängigen Expertenkommission Schweiz – Zweiter Weltkrieg. Chronos, Zürich 2001, ISBN 3-0340-0606-3.
- Christine Glauning, Andreas Nachama: Alltag Zwangsarbeit 1938–1945. Herausgegeben vom Dokumentationszentrum NS-Zwangsarbeit. Berlin 2017, ISBN 978-3-941772-31-1.
- Witold Wojciech Mędykowski: Macht Arbeit Frei?: German Economic Policy and Forced Labor of Jews in the General Government, 1939–1943, Academic Studies Press, Brighton 2018, ISBN 978-1-61811-956-8

#### Mit regionalem Bezug
- Ralf Dünhöft: Fremdarbeiter in Delmenhorst während des Zweiten Weltkrieges. Isensee, Oldenburg 1995, ISBN 3-89598-306-3.
- Johannes Grabler: Das Schicksal eines Zwangsarbeiters in Aulzhausen (Affing). Arbeit zum Hauptseminar „Zweimal 'Vergangenheitsbewältigung' – nach 1945, nach 1989“ an der Kath. Universität Eichstätt. Eichstätt 1993. (Download-Version .doc)
- Landrat dankte Autor für Engagement. In: Westfälische Rundschau. Funke Mediengruppe, 10. Dezember 2007.
- Ulrich Herbert: Geschichte der Ausländerpolitik in Deutschland. Saisonarbeiter, Zwangsarbeiter, Gastarbeiter, Flüchtlinge. Beck, München 2001, ISBN 3-406-47477-2.
- Andreas Heusler: Zwangsarbeit in der Münchner Kriegswirtschaft 1939–1945. 2. Auflage. München-Verlag, München 2000, ISBN 3-927984-07-8.
- Rolf Keller: Sowjetische Kriegsgefangene im Deutschen Reich 1941/42. Behandlung und Arbeitseinsatz zwischen Vernichtungspolitik und kriegswirtschaftlichen Erfordernissen. Göttingen 2011, ISBN 978-3-8353-0989-0. Rezensionen: H-Soz-u-Kult 9. Februar 2012, www.kulturthemen.de 9. Februar 2012
- Nils Köhler: Zwangsarbeit in der Lüneburger Heide – Organisation und Alltag des „Ausländereinsatzes“ 1939–1945. 2. Auflage. Verlag für Regionalgeschichte, Gütersloh 2004, ISBN 3-89534-537-7.
- Kerstin von Lingen/Klaus Gestwa (Hrsg.): Zwangsarbeit als Kriegsressource in Europa und Asien (Der Krieg in der Geschichte, Bd. 77). Schöningh, Paderborn 2014, ISBN 978-3-506-77727-0.
- Arne Martius: Zwangsarbeiter in Ilmenau. Escher, Ilmenau 2004, ISBN 3-00-016747-1.
- Michael Matheus, Hedwig Brüchert (Hrsg.): Zwangsarbeit in Rheinland-Pfalz während des Zweiten Weltkriegs (= Geschichtliche Landeskunde. 57). Steiner, Stuttgart 2004, ISBN 3-515-08279-4.
- Stefan Karner, Peter Ruggenthaler: Zwangsarbeit in der Land- und Forstwirtschaft auf dem Gebiete Österreichs 1939–1945. Oldenbourg, Wien 2004, ISBN 3-486-56800-0.
- Stephan Jegielka: Das KZ-Aussenlager Genshagen. Struktur und Wahrnehmung der Zwangsarbeit in einem Rüstungsbetrieb 1944/45. Tectum, Marburg 2005, ISBN 3-8288-8895-X.
- Thomas Irmer, Zwangsarbeit erinnern e. V.: … warum es lebenswichtig ist, die Erinnerung wachzuhalten. Zwangsarbeit für Siemens in Auschwitz und Berlin. Dokumentation einer Begegnung mit ehemaligen KZ-Häftlingen. Berlin 2006, ISBN 3-938690-47-X.
- Thomas Müller: Zwangsarbeit in der Grenzzone. Der Kreis Aachen im Zweiten Weltkrieg. Shaker, Aachen 2003, ISBN 3-8322-1301-5.
- Cord Pagenstecher: Ausländischer Widerstand in Berlin. Spielräume des Widerstehens von Zwangsarbeitern. In: Hans Coppi, Stefan Heinz (Hrsg.): Der vergessene Widerstand der Arbeiter. Gewerkschafter, Kommunisten, Sozialdemokraten, Trotzkisten, Anarchisten und Zwangsarbeiter. Dietz, Berlin 2012, ISBN 978-3-320-02264-8, S. 229–247.
- Hermann Rafetseder: NS-Zwangsarbeits-Schicksale. Erkenntnisse zu Erscheinungsformen der Oppression und zum NS-Lagersystem aus der Arbeit des Österreichischen Versöhnungsfonds. Eine Dokumentation im Auftrag des Zukunftsfonds der Republik Österreich. – Bremen 2014, ISBN 978-3-944690-28-5; korrigierte Druckfassung eines 2007 aus Datenschutzgründen unveröffentlicht gebliebenen Textes, weiterhin auch zu finden ooegeschichte.at [PDF].
- Peter Rugenthaler: Ein Geschenk für den Führer: Sowjetische Zwangsarbeiter in Kärnten und der Steiermark 1942–1945. Verein zur Förderung der Forschung von Folgen nach Konflikten und Kriegen, Graz 2001, ISBN 3-901661-06-9.
- Roman Smolorz: Zwangsarbeit im „Dritten Reich“ am Beispiel Regensburgs. Stadtarchiv Regensburg, Regensburg 2003, ISBN 3-935052-30-8.
- Mark Spoerer: Zwangsarbeitsregimes im Vergleich: Deutschland und Japan im Ersten und Zweiten Weltkrieg. In: Klaus Tenfelde, Hans-Christoph Seidel (Hrsg.): Zwangsarbeit im Europa des 20. Jahrhunderts. Vergleichende Aspekte und gesellschaftliche Auseinandersetzung. Klartext, Essen 2007, S. 187–226.
- Claus Heinrich Gattermann: Der Ausländereinsatz im Landkreis Osterode 1939–1945. Wernigerode/ Berlin 2003, ISBN 3-936872-13-9.
- Thorsten Wiederhold: Gerhard Fieseler – eine Karriere. Ein Wirtschaftsführer im Dienste des Nationalsozialismus. (= Nationalsozialismus in Nordhessen, Schriften zur regionalen Zeitgeschichte. Band 20). Kassel 2003, ISBN 3-934377-98-X. Darin: Zwangsarbeiter im Fieseler-Werk. S. 169–219.
- Roland Maier: Haupttätigkeitsfeld im Krieg: Überwachung und Repression der ausländischen Zwangsarbeiterinnen und -arbeiter. In: Ingrid Bauz, Sigrid Brüggemann, Roland Maier (Hrsg.): Die Geheime Staatspolizei in Württemberg und Hohenzollern. Schmetterling-Verlag Stuttgart 2013, ISBN 3-89657-145-1, S. 338–380.
- Sybille Eberhardt: Als das „Boot“ zur Galeere wurde…: Wie jüdische Frauen und Mädchen aus Lodz und Umgebung Ghettoisierung, Lagerhaft in Auschwitz-Birkenau, Bergen-Belsen, Zwangsarbeit in Geislingen/St. und Deportation nach Allach überlebten. Landespreis für Heimatforschung Baden-Württemberg 2019- 2. Preis, Manuela Kinzel Verlag, Göppingen 2018, ISBN 978-3-95544-100-5.
- Christian Eggers: Unerwünschte Ausländer. Juden aus Deutschland und Mitteleuropa in französischen Internierungslagern 1940 – 1942, Metropol Verlag, Berlin 2002, ISBN 3-932482-62-X.
- Moritz Neumann: Im Zweifel nach Deutschland. Geschichte einer Flucht und Rückkehr, zu Klampen, Springe 2005, ISBN 3-934920-57-8.
- Peter Gaida: „Überschüssige Ausländer“: Spanische und jüdische Zwangsarbeiter in Vichy-Frankreich (1940-1944), 2021, ISBN 978-1-00-897785-3.

### Zwangsarbeit nach 1945

#### Zwangsarbeit in der Tschechoslowakei
- Tomáš Staněk: Internierung und Zwangsarbeit: das Lagersystem in den böhmischen Ländern 1945–1948 (Originaltitel: Tábory v českých zemích 1945–1948, übersetzt von Eliška und Ralph Melville, ergänzt und aktualisiert vom Autor, mit einer Einführung von Andreas R. Hofmann) (= Veröffentlichungen des Collegium Carolinum. Band 92). Oldenbourg/ Collegium Carolinum, München 2007, ISBN 978-3-486-56519-5.

#### Zwangsarbeit in der DDR
- Uwe Bastian, Hildigund Neubert: Schamlos ausgebeutet. Das System der Haftzwangsarbeit politischer Gefangener des SED-Staates. herausgegeben vom Bürgerbüro. Berlin 2003, DNB 970199368.
- Karin Schmidt: Zur Frage der Zwangsarbeit im Strafvollzug der DDR. Olms, Hildesheim u. a. 2011, ISBN 978-3-487-14571-6.
- Marcus Sonntag: Die Arbeitslager in der DDR. Klartext, Essen 2011, ISBN 978-3-8375-0477-4. (PDF-Download)
- Tobias Wunschik: Knastware für den Klassenfeind. Häftlingsarbeit in der DDR, der Ost-West-Handel und die Staatssicherheit (1970–1989). Vandenhoeck & Ruprecht, Göttingen 2014, ISBN 978-3-525-35080-5[45]
- Christian Sachse: Das System der Zwangsarbeit in der SED-Diktatur. Die wirtschaftliche und politische Dimension. Leipziger Universitätsverlag, Leipzig 2014, ISBN 978-3-86583-884-1.
- Jan Philipp Wölbern: Haftarbeit in der DDR. Eine Zwischenbilanz, in: Zeithistorische Forschungen 13 (2016), S. 86–107.
- Susanne Kill, Christopher Kopper, Jan-Henrik Peters: Die Reichsbahn und der Strafvollzug in der DDR. Häftlingszwangsarbeit und Gefangenentransporte in der SED-Diktatur, Klartext Verlag, 2016, ISBN 978-3-8375-1436-0[46]

### Belletristik
- Natascha Wodin: Sie kam aus Mariupol.[47]

## Filme
- 1997: Esclaves d'Hitler / Hitlers Sklaven: Zwangsarbeiter und Kriegsgefangene in Schweizer Fabriken, Autor: Frédéric Gonseth; La Croix / Frederic Gonseth Productions (Schweiz)[48]
- 2008: Zwangsarbeit! Travail force! – Französische Zwangsarbeiter in Österreich & ihr Leben heute, Regie: Siegfried Steinlechner, Autor: Wolfgang Peschl; Laufbildgesellschaft Wien (Österreich); 45 min.[49]
- 2020: Hitlers Sklaven – Geschichte der NS-Zwangsarbeiter, Regie: Frank Diederichs; Probono Fernsehproduktion / ZDFinfo; Miniserie (3 Teile, je 45 min.)[50]
- 2023: Unter Deutschen – Zwangsarbeit im NS-Staat, Regie: Matthias Schmidt, Co-Autor: Vít Poláček; Looks / MDR / ČT / ORF; Miniserie (3 Teile, je 45/52 Min.)[51][52]
- 2023: Zwangsarbeit – SOS aus China, Regie: Laetitia Moreau; Arte France / Dream Way Productions; 94 min.[53]